# Ace Attorney (película)
Ace Attorney (en japonés: 逆転裁判, Gyakuten Saiban?), también conocida como Phoenix Wright: Ace Attorney, es una película japonesa dirigida por Takashi Miike y basada en el videojuego Phoenix Wright: Ace Attorney,de la empresa japonesa Capcom. La película es un drama jurídico que cuenta con Hiroki Narimiya, Mirei Kiritani y Takumi Saito en el reparto. Se estrenó en el Festival Internacional de Cine de Róterdam el 27 de enero de 2012 y llegó a la gran pantalla japonesa el 11 de febrero de 2012.

## Argumento
En el año 2016 el sistema judicial japonés, sobrecargado por la enorme cantidad de delitos, introduce un nuevo método para llevar a cabo los juicios: el “sistema de procesos abreviados”. Los juicios consisten en un enfrentamiento entre la fiscalía y la defensa, que cuentan con un máximo de tres días para defender su versión de los hechos ante un juez, que finalmente dicta un veredicto de culpabilidad o inocencia para el acusado.
La película comienza con Misty Fey en una sesión de espiritismo, invocando al fantasma de Gregory Edgeworth, quien señala que su asesino fue Yanni Yogi. Esta primera escena muestra como el caso DL-6 será el desencadenante de los procesos que el protagonista resolverá durante el filme.
Más adelante, aparece Phoenix Wright defendiendo a su amigo de la infancia, Larry Butz, durante un proceso judicial. Mia Fey, la mentora de Phoenix, aparece en el juicio y consigue que declaren a Larry “no culpable”. Al terminar el proceso, Larry le da a Mia un reloj que parece una escultura de El pensado y le dice que utilizarlo le ayudará a concentrarse.
Mia recurre a la estatua porque necesita ayuda y se percata de la existencia de una prueba de vital importancia. Corre a buscarla a la sala de almacenamiento de pruebas y se la lleva a casa. Al llegar, llama a Phoenix y le pide que se reúna con ella porque ha encontrado una nueva prueba de un caso que lleva mucho tiempo investigando. Cuando Phoenix va al despacho de Mia, la encuentra muerta en el suelo con el reloj de El pensado a su lado y ve a Maya Fey, hermana de Mia, tendida en el suelo también. En ese momento aparece el inspector Dick Gumshoe y arresta a Maya por el asesinato de Mia, ya que hay un testigo y una nota en la que Mia, antes de morir, había escrito el nombre de Maya con sangre.
En el juicio de Maya, Phoenix ejerce como abogado y Miles Edgeworth, un antiguo amigo de la infancia de Phoenix, como fiscal. En el juicio, Redd White, el testigo del crimen, asegura que Maya asesinó a Mia pero su historia está llena de incongruencias. La primera puede apreciarse cuando Redd White menciona el reloj de El pensador y cuando Phoenix le pregunta cómo sabe que es un reloj si tiene la apariencia de una escultura, White declara que debió haberlo visto antes en una tienda. Más tarde, Redd White dice que vio romperse una lámpara desde la habitación del hotel en el que se alojaba. Ante esa afirmación, Phoenix se da cuenta de que desde el hotel no podía verse la lámpara y acusa al testigo de ser el asesino. Después de esta acusación sale a la luz que una semana antes, White entró en el despacho de Mia y puso un micrófono, razón por la que pudo ver la lámpara. Después de eso, Phoenix, a punto de perder el juicio, presencia una aparición de Mia y se percata de que el papel en el que estaba escrito el nombre de Maya con sangre era la factura de la lámpara, comprada un par de días antes. Esta es la prueba definitiva que ayuda a Phoenix a ganar el juicio.
En el siguiente caso acusan a Edgeworth de asesinato y Phoenix, que ejerce de abogado defensor nuevamente, debe enfrentarse a Von Karma, un fiscal que no ha perdido ningún caso en 40 años. El juicio comienza con la testigo Lotta Hart, que aporta fotos del momento en el que se cometió el crimen. Phoenix, interrogándola, consigue que la testigo admita que no pudo reconocer las caras por la niebla y llega a la conclusión de que la víctima, Robert Hammond, el abogado defensor del caso DL-6, pudo haberse suicidado.
Al día siguiente, Von Karma llama a declarar al encargado de la tienda de botes, sujeto que no tiene identidad y que inculpa a Edgeworth del asesinato. Cuando el juez, después del testimonio del encargado, declara a Edgeworth culpable, Larry afirma que esa noche estaba en el lugar del crimen y sale a testificar. Gracias a que asegura haber escuchado el disparo media hora antes de la supuesta hora del asesinato, llegan a la conclusión de que el asesino real había matado al abogado media hora antes y se había disfrazado de él para inculpar a Edgeworth.
Phoenix, para demostrar que en realidad no había sido Edgeworth, pide que salga de nuevo a testificar el encargado de la tienda de botes, exponiendo que él es el verdadero asesino. Cuando lo encuentran, Phoenix logra que el testigo admita que es Yanni Yogi, el acusado del de caso DL-6, interrogando a su papagayo. Además consigue que Yanni admita que asesinó al abogado, pero no al padre de Edgeworth.
En el siguiente caso, Phoenix trata de descubrir quién mató realmente a Gregory Edgeworth. En un primer momento, Miles admite que fue él quien mató a su padre cometiendo homicidio involuntario, pero más adelante, Phoenix acusa al fiscal Von Karma de haber matado al padre de Edgeworth y consigue demostrar que fue él gracias a una bala de aquel día que aún tenía alojada en el cuerpo.

## Reparto
| Actor                                                  | Papel                                         |
| ------------------------------------------------------ | --------------------------------------------- |
| Hiroki Narimiya (成宮 寛貴, Narimiya Hiroki?)          | Phoenix Wright / Ryūichi Naruhodō             |
| Takeru Shibuya (澁谷武尊, Shibuya Takeru?)             | El joven Phoenix Wright / Ryūichi Naruhodō    |
| Takumi Saitō (斎藤工, Saitō Takumi?)                   | Miles Edgeworth / Reiji Mitsurugi             |
| Roi Hayashi (林遼威, Hayashi Roi?)                     | El joven Miles Edgeworth / Reiji Mitsurugi    |
| Mirei Kiritani (桐谷美玲, Kiritani Mirei?)             | Maya Fey / Mayoi Ayasato                      |
| Ritoka Nishiguchi (西口莉乙加, Nishiguchi Ritoka?)     | La joven Maya Fey / Mayoi Ayasato             |
| Akiyoshi Nakao (中尾 明慶, Nakao Akiyoshi?)            | Larry Butz / Masashi Yahari                   |
| Ryōhei Kamamori (津波古太輝, Kamamori Ryōhei?)         | El joven Larry Butz / Masashi Yahari          |
| Shunsuke Daitō (大東駿介, Daitō Shunsuke?)             | Dick Gumshoe / Keisuke Itonokogiri            |
| Akira Emoto (柄本 明, Emoto Akira?)                    | El juez / Saibancho                           |
| Rei Dan (檀れい, Dan Rei?)                             | Mia Fey / Chihiro Ayasato                     |
| Minami Hamabe (浜辺 美波, Hamabe Minami?)              | La joven Mia Fey / Chihiro Ayasato            |
| Mitsuki Tanimura (谷村 美月, Tanimura Mitsuki?)        | Lotta Hart / Natsumi Ōsawagi                  |
| Takehiro Hira (平 岳大, Hira, Takehiro?)               | Gregory Edgeworth / Shin Mitsurugi            |
| Eisuke Sasai (篠井 英介, Sasai Eisuke?)                | Robert Hammond / Yukio Namakura               |
| Makoto Ayukawa (鮎川誠, Ayukawa Makoto?)               | Redd White / Masaru Konaka                    |
| Kimiko Yo (余 貴美子, Yo Kimiko?)                      | Misty Fey / Maiko Ayasato                     |
| Ryo Ishibashi (石橋 凌, Ishibashi Ryō?)                | Manfred von Karma / Go Karuma                 |
| Fumiyo Kohinata (小日向 文世, Kohinata Fumiyo?)        | Yanni Yogi / Kotarō Haine                     |
| Yūko Nakamura (中村優子, Nakamura Yūko?)               | Sayuri Haine / Polly Yogi                     |
| Seminosuke Murasugi (村杉蝉之介, Murasugi Seminosuke?) | Takefumi Auchi / Winston Payne                |
| Ayumu Saito (斎藤 歩, Saitō Ayumu?)                    | Hoshio Yamano / Frank Sahwit                  |
| Miho Ninagawa (蜷川みほ, Ninagawa Miho?)               | Sakura Himegami / Dee Vasquez                 |
| Kentarō Motomura (本村 健太郎, Motomura Kentarō?)      | Igai / Dee's Lawyer                           |
| Yuji Abe (阿部 祐二, Abe Yūji?)                        | Shingo Ôtorô / Matt Engarde                   |
| Kiba-Chan (キバちゃん?)                                | Sayuri / Polly                                |
| Kazuki Namioka (波岡 一喜, Namioka Kazuki?)            |                                               |
| Yukiharu Yamaguchi (山口幸晴, Yukiharu Yamaguchi?)     |                                               |
| Takuro Morinaga (森永卓郎, Morinaga Takurō?)           | Vendedor de periódicos                        |
| Takuto Ōnuki (大抜卓人, Ōnuki Takuto?)                 |                                               |
| Keisuke Mori (森圭介, Mori Keisuke?)                   |                                               |
| Gidō Tsujioka (辻岡 義堂, Tsujioka Gidō?)              |                                               |
| Ryōma Igarashi (五十嵐竜馬, Igarashi Ryōma?)           |                                               |
| Hiromi Kawata (川田 裕美, Kawata Hiromi?)              | Empleado de ventas de periódicos              |
| Nao Yoshida (吉田 奈央, Yoshida Nao?)                  | Reportera de televisión                       |
| Mao Hayashi (林マオ, Hayashi Mao?)                     |                                               |
| Takashi Miike (三池 崇史, Miike Takashi?)              | Miembro de la galería de la sala del tribunal |

## Otros créditos
- Productor: Hiroshi Miyazaki.
- Producida por: Naoki Suganuma, Minami Ichikawa, Toshihiro Tokumaru, Toshiaki Okuno, Hiroyasu Asami, Ken Hironaka, Fumihiro Hirai y Naoki Kitagawa.
- Productor ejecutivo: Seiji Okuda.
- Productores: Masayuki Higashiyama, Naoto Hatakeyama, Misako Saka y Shigeji Maeda.
- Productores de línea: Tomoyuki Imai y Toshiki Komatsu.
- Productor de casting: Masako Ito.
- Iluminación: Yuji Higashida.
- Sonido: Jun Nakamura
- Diseñador de producción (arte): Yūji Hayashida.
- Decoración: Akira Sakamoto.
- Efectos de sonido: Kenji Shibasaki.
- Asistente de dirección: Takeshi Watanabe.
- Director de producción: Kenta Horioka.
- Diseño de vestuario: Chieko Matsumoto.
- Dirección de peluquería y maquillaje: Noboru Tomizawa.
- Directora de CGI: Kaori Ōtagaki.
- Productor artístico: Yasuhito Takemura.
- Compañía productora: OLM.
- Cooperación de producción: Rakueisha.
- Colaboración en la filmación: Toei Studios Kyoto.
- Responsable de planificación y producción: Nippon Television Network.

## Producción
Lugar de rodaje
- Prefectura de Shiga
  - Estación Takamiya en el ferrocarril Omi: en la película, el nombre se cambia a la "Estación Toaru".
  - Antiguos edificios de la escuela primaria de Toyosato: fue utilizada como una pequeña sala de audiencias dentro del juzgado.
  - Oficina del gobierno de la prefectura de Shiga : para el rodaje se utilizó un pasaje subterráneo.
- Prefectura de Kioto
  - Estudio cinematográfico Toei Kioto (Toei Studios Kyoto): es un estudio de cine ubicado en Uzumasa, en el barrio de Ukyo.
  - Parque Takaragaike, ciudad de Kioto: fue fotografiado como "Gourd Lake" (Lago Calabaza)
  - Antiguo edificio del gobierno de la prefectura de Kioto: es un edificio de estilo renacentista ubicado en el barrio de Kamigyō-ku.
  - Ayuntamiento de Kioto.
  - Antigua escuela secundaria municipal Umekei de Kioto.
  - Estación Kintetsu Momoyamagoryō-mae: es una estación de la línea Kintetsu Kioto, del barrio Fushimi.
- Prefectura de Osaka
  - Antiguo Museo de la Ciudad de Osaka: ubicado dentro del Parque del Castillo de Osaka.
  - Salón público central de la ciudad de Osaka: es un centro de reuniones ubicado en Nakanoshima.
  - Calle comercial Tsuruhashi: barrio coreano de Osaka.

## Lanzamiento
La película se estrenó el 27 de enero de 2012 en el Festival Internacional de Cine de Róterdam, de Holanda.Llegó a los cines japoneses el 11 de febrero de 2012 y se estrenó en 275 pantallas en todo el país. En los dos primeros días de su proyección, recaudó 117.956.400 yenes y atrajo a 85.382 espectadores, lo que la convirtió en la primera película en aparecer en el ranking de asistencia cinematográfica, quedando en el quinto lugar.Su estreno en Estados Unidos tuvo lugar en el Festival Internacional de Cine de Hawái en abril de 2012.En España se estrenó, el 7 de octubre de 2012, en el Festival de cine de sitges.
La película fue publicada en DVDy Blu-rayen 2012, editada y distribuida por Tōhō, solo para alquiler. El 22 de agosto de 2012 se Lanzó a la venta, en DVDy Blu-ray,editado y distribuido por VAP.
Extras de la edición de VAP 
- Ace Attorney (逆転裁判) (2 discos) 
  - Disco 1: Disco principal.
    - Extra de audio: Comentarios de audio del director Takashi Miike y el director del juego "Ace Attorney", Shu Takumi.

  - Disco 2: DVD extra.
    - Trailers y anuncios de televisión.
    - Making of Ace Attorney (30:20 min.)
    - Colección de imágenes sobre eventos de la película Ace Attorney (22:35 min.)
    - Entrevista con Shu Takumi, director de la serie de juegos "Ace Attorney" (20:56 min.)
    - Una colección de vídeos promocionales de la serie de juegos "Ace Attorney" (18:10 min.)

  - Folleto original (24 páginas)

También se lanzaron en DVD y Blu-ray, con algún contenido extra, en Australia el 17 de abril de 2013 por Madman Entertainment,y en Alemania, el 14 de junio de 2013 por Koch Media. En España fue distribuida por Selecta Visión, el 11 de diciembre de 2012, en dos ediciones: DVD y Combo (DVD+BR).También se lanzó el 8 de julio de 2015 en un Pack que incluye las películas Phoenix Wright: Ace Attorney y Los Protectores (Shield Of Straw), tanto en Blu-ray como en DVD, ambas dirigidas por Takashi Miike.

## Recepción
Rouven Linnarz en una reseña para Asian Movie Pulse, escribió: «En definitiva, “Ace Attorney” es un drama judicial muy disfrutable y, posiblemente, como ya han dicho muchos críticos, una de las mejores adaptaciones de videojuegos que existen. Respaldada por unas actuaciones y unos efectos visuales excelentes, esta película ofrece un gran entretenimiento y drama, así como algunos de los argumentos judiciales más memorables que hayas visto jamás».
Daniel Quesada en una crítica para HobbyConsolas, escribió: «Aunque al principio puede parecer infantil, pronto consigue atrapar con un guión y puesta en escena que no tienen nada que envidiar a los mejores films de juicios americanos. Es increíblemente fiel al juego, y algunos recursos visuales son muy divertidos. Lo peor es que se hace un poco más larga de la cuenta».
Brandon Harris en una reseña para IndieWire, escribió: «La película ofrece más de una buena dosis de risas involuntarias debido a su extravagancia (el confeti que cae de las vigas después de un juicio, como si se hubiera completado el Super Bowl, es un buen detalle) y su seriedad ocasional no es del todo en vano. Sin embargo, aunque se posiciona como la película más accesible y convencional de Miike hasta el momento, sigue contando una historia relativamente trillada de una manera que intencionalmente no desafiará ni provocará a sus devotos obsesionados con los videojuegos, sino que simplemente envalentonará su persistente estética de sobreestimulación».

## Banda sonora
La música de Ace Attorney fue compuesta por Kôji Endô, conocido por componer la banda sonora de otras películas de Takashi Miike. Para esta película, Endō decidió utilizar varios temas de la banda sonora del videojuego original, creadas por Masakazu Sugimori. Las modificó creando un conjunto formado por una orquesta de cuerdas, un oboe, un clarinete, dos trompas, una trompeta y un coro. La banda sonora se comercializó, por VAP, en formato CD coincidiendo con la promoción de película.También se creó un tema central para la película, titulado: "2012Spark", compuesto por el grupo de rock japonés Porno Graffitti (ポルノグラフィティ, Poruno Gurafiti?), y lanzado por el sello SME Records. 

## Diferencias entre la película y el videojuego
- La personalidad de Maya Fey en la película es diferente, es más seria y mucho menos alegre, y tiene la habilidad de tocar el piano, mientras que en los videojuegos se emociona fácilmente y tiene un carácter impulsivo e infantil.
- Tanto Maya Fey como Larry Butz en la película llaman a Phoenix Wright por su nombre, mientras que durante toda la trilogía principal de videojuegos ambos lo llaman por su apodo, "Nick".
- El fiscal Manfred von Karma, al principio, se muestra amistoso y cortés con Phoenix Wright y le estrecha la mano justo antes de empezar el juicio. En el videojuego no es tan considerado y trata con desprecio a todo el mundo, incluido el juez.
- El personaje de Redd White es completamente diferente: en la película es una persona oscura y siniestra con apariencia totalmente distinta a la de rico empresario del videojuego; él es el testigo del asesinato de Mia Fey y no April May, que no aparece en absoluto, y, finalmente, es asesinado (en el videojuego no ocurre).
- La escena de Mia Fey en el sótano y la posición de su cadáver son diferentes en la película con respecto al videojuego.
- El asesinato del Incidente DL-6 tiene lugar en el almacén de pruebas en la película, mientras que en el videojuego sucede en un ascensor detenido durante un terremoto (en los videojuegos Miles Edgeworth sufre una fobia a los terremotos debido a esto).
- Phoenix Wright no es el abogado en el caso del Samurái de Acero y la acusada es Dee Vasquez en lugar de Will Powers (este caso es solo una escena corta al principio de la película).
- Cambia el color de pelo de algunos personajes como Larry Butz y Mia Fey, y el juez no es calvo.
- Cambia la vestimenta de algunos personajes como Lotta Hart y Yanni Yogi, al cual le falta, además, su vello facial característico.

## Trabajos relacionados
Novela
Novela cinematográfica basada en el guion de la película, con algún cambio. La primera edición fue publicada el 12 de enero de 2012, por Shogakukan Bunko y escrita por Naoki Oishi.
Saga de videojuegos
La película está basada en el videojuego Phoenix Wright: Ace Attorney, que es el primer juego de la saga Ace Attorney. La saga también ha sido adaptada en otros formatos, como: 
 
El manga,las novelas, el radioteatro, los musicales, las obras de teatro y en una serie anime, titulada: Ace Attorney, conocida en Japón como Gyakuten Saiban: Sono "Shinjitsu", Igiari! (逆転裁判 ～その「真実」、異議あり！?), estrenada el 2 de abril de 2016, con un total de 47 capítulos y dirigida por Ayumu Watanabe,